# Leif Blædel
Leif Blædel (5. februar 1923 – 26. februar 2013) var en dansk journalist og gastronom. Han var også modstandsmand.
Leif Blædel var journalist ved Dagbladet Information 1947–1986 og en markant samfundskritiker, hvorefter han indtil sin død skrev for Weekendavisen. Under pseudonymet Jacques de France var han Danmarks første madkritiker og insisterede som gastronom på at journalistisk stof om mad hørte til på kultursiderne. 
Leif Blædel modtog PH-prisen i 1969 og Cavling-prisen 1970 for sin journalistiske holdning i samfundskritisk nyhedsbehandling og kommentarer og for sin kildekritiske arbejdsmetode i sin virksomhed som radio- og TV-kritiker. 
Hans kritiske distance kostede ham på det menneskelige plan, fortalte han i et interview. "Personerne forsvinder, når jeg skriver. Jeg har sat venskaber over styr, fordi jeg skrev, hvad jeg mente, men det kan jeg ikke tage mig af".[kilde mangler] Hans kompromisløshed viste sig også da han i protest tilbageleverede Cavling-prisen, 1981, da to journalister fra Ekstra Bladet fik samme pris for en række dybdeborende artikler om Jan Bonde Nielsen og B&W. Artikler som Blædel kaldte for perfid menneskeforfølgelse. 
1967–1972 var Leif Blædel redaktør af forbrugerbladet Tænk, hvor han efterfulgte sin ven Poul Henningsen.
Han var søn af den markante udenrigsredaktør på Berlingske Tidende i 1930'erne, Nic. Blædel. Leif Blædel var far til forfatteren Sara Blædel. 